# سامي تورنر
سامي تورنر (بالإنجليزية: Sammy Turner)‏ هو مغني أمريكي، ولد في 2 يونيو 1932.

## وصلات خارجية
- سامي تورنر على موقع IMDb (الإنجليزية)
- سامي تورنر على موقع ميوزك برينز (الإنجليزية)
- سامي تورنر على موقع أول ميوزيك (الإنجليزية)
- سامي تورنر على موقع ديسكوغز (الإنجليزية)